# Blacksburg (Carolina do Sul)
Blacksburg é uma cidade  localizada no estado norte-americano de Carolina do Sul, no Condado de Cherokee.

## Demografia
Segundo o censo norte-americano de 2000, a sua população era de 1880 habitantes. 
Em 2006, foi estimada uma população de 1897, um aumento de 17 (0.9%).

## Geografia
De acordo com o United States Census Bureau tem uma área de 
4,8 km², dos quais 4,8 km² cobertos por terra e 0,0 km² cobertos por água.

## Localidades na vizinhança
O diagrama seguinte representa as localidades num raio de 16 km ao redor de Blacksburg. 